# Ninfomaníaca (filme)
Nymphomaniac (prt/bra: Ninfomaníaca) é um filme teuto-franco-britano-belgo-dinamarquês de 2013, do gênero drama, escrito e dirigido por Lars von Trier e estrelado por Charlotte Gainsbourg, Stacy Martin, Stellan Skarsgård, Shia LaBeouf, Christian Slater, Jamie Bell, Uma Thurman, Willem Dafoe e Connie Nielsen. 
O filme originalmente deveria ser apenas uma obra completa, mas, devido à sua duração de várias horas, Trier tomou a decisão de dividir o projeto em dois filmes separados. A estreia mundial da versão sem cortes do "Volume I" da versão original de cinco horas e meia de duração ocorreu em 16 de fevereiro de 2014 no 64.º Festival Internacional de Cinema de Berlim. A estreia mundial da versão sem cortes de "Volume II" estreou no Festival de Cinema de Veneza de 2014.
Ninfomaníaca é o terceiro filme da "trilogia da depressão", segundo Lars von Trier, sendo precedido pelos também filmes de Trier, o Anticristo, de 2009, e Melancolia, de 2011, ambos os filmes tendo como protagonista a atriz Charlotte Gainsbourg, que interpreta a protagonista de Ninfomaníaca.
Em janeiro de 2022, a California Filmes lançou no Brasil a edição limitada e definitiva do filme junto com o "Volume II" em Blu-ray em parceria com a Versátil Home Vídeo exclusivamente na loja virtual Versátil HV.

## Enredo
Em uma noite com neve, Seligman (Stellan Skarsgård), um bacharel de meia-idade, encontra no beco atrás de seu apartamento Joe (Charlotte Gainsbourg), uma ninfomaníaca auto-diagnosticado, recém espancada e deitada no chão, e decide ajudá-la. Em sua casa escuta atentamente enquanto Joe relata sua história cheia de acontecimentos de sua vida libidinosa. Seligman, um homem altamente educado mas clausurado, conecta e analisa as histórias de Joe com o que tem de conhecimento. O passatempo favorito de Seligman para ler é sobre a pesca com mosca, ele tem o anzol de pesca na parede e com este assunto sua conversação começa. Ao longo da história, ele associa muito do que ela experimentou com métodos da pesca.

### Ninfomaníaca - Volume 1

#### Capítulo 1. O Compleat Angler
Inspirado por uma pesca com mosca no gancho na parede atrás dela e do amor de Seligman por Izaak Walton pelo livro de The Compleat Angler, Joe abre sua história, falando sobre sua fascinação sexual precoce durante sua primeira infância. Seu pai (Christian Slater) é um médico amante da árvore que ele adora, enquanto sua mãe (Connie Nielsen) é, como Joe a descreve, "uma cadela fria". Na adolescência (Stacy Martin), ela perde sua virgindade para um jovem arbitrário chamado Jerôme (Shia LaBeouf). Este primeiro encontro, que termina com Jerôme casualmente deixando-a para consertar o seu ciclomotor, deixa-a decepcionada, enquanto Seligman observa que a combinação do número de vezes que Jerôme a penetrou.
Vários anos depois, Joe se envolve em um concurso com sua amiga B (Sophie Kennedy Clark) durante uma viagem de trem; qualquer das duas mulheres que tiverem relações sexuais com a maioria dos passageiros pela chegada do trem na estação ganha um saco de doces de chocolate. Depois de ter relações sexuais no banheiro com vários dos homens que ela se depara, Joe vence por realizar um golpe de trabalho em um passageiro em um carro de primeira classe, S (Jens Albinus). S é um homem casado que resiste a ambos os avanços dela e B, mas, em última instância Joe força-se sobre ele. Joe diz a Seligman que seu encontro com S é a primeira de muitas coisas terríveis que ela fez, mas ele acusa sua acusação.

#### Capítulo 2. Jerôme
Sobre rugelach e uma discussão sobre a falta de masculinidade em homens usando bolo garfos para comer pastelaria, Joe fala sobre suas primeiras experiências com amor real, algo que ela descarta como "luxúria com ciúme acrescentado". Joe assume mais amantes como ela, B, e vários amigos criam um clube, "The Little Flock", dedicado a libertar-se da fixação da sociedade no amor. Joe eventualmente deixa depois que todos os outros membros acabam desenvolvendo apegos sérios a suas conquistas. Como um jovem adulto, Joe cai fora da escola de medicina e encontra trabalho como secretário em uma empresa de impressão. Seu primeiro empregador não é outro senão Jerôme. Enquanto as intenções sexuais estão claramente em sua mente, ela se encontra evitando seus avanços e dormindo com outros colegas de trabalho, frustrando-o. Quando Joe finalmente percebe que ela desenvolveu sentimentos por Jerôme, ela escreve-lhe uma carta. No entanto, ela é tarde demais, como deixou junto com a secretária ciumenta do seu tio, Liz (Felicity Gilbert), que estava plenamente consciente dos sentimentos de Joe. Ela é imediatamente demitida por seu tio (Jesper Christensen), o verdadeiro dono da empresa, por sua falta de experiência e volta a sua ninfomania, apesar de um anseio por Jerôme.

#### Capítulo 3. Sra. H
Em uma ocasião com um de seus amantes, H (Hugo Speer), Joe inadvertidamente causa o conflito que o faz deixar sua esposa para ela. A aflita Sra. H (Uma Thurman) chega e demoniza os dois na frente de seus filhos, embora Joe afirma no presente que isso mal a afetou. A situação torna-se então mais embaraçosa quando o próximo amante de Joe, A (Cyron Melville), chega à casa e encontra-se no meio do colapso mental da Sra. H. A família finalmente sai, mas não antes que a Sra. H lacerasse verbalmente Joe, dá um tapa no seu agora ex-marido e deixa o apartamento lamentando.

#### Capítulo 4. Delírio
Uma conversa sobre Edgar Allan Poe e sua morte de delirium tremens lembra Joe da última vez que ela viu seu pai. Ela é a única a visitá-lo no hospital quando ele morre de câncer. O pai de Joe pede-lhe para não caluniar a mãe, que tem medo de hospitais, por não estar ao seu lado, explicando que eles disseram adeus. Joe é uma testemunha em primeira mão como seu pai se deteriora em ataques de espasmos violentos, delírios e gritos pela sua esposa. Para tirar sua mente do sofrimento de seu pai, Joe tem relações sexuais com várias pessoas no hospital. Quando ele finalmente morre, Joe fica sexualmente excitada, com uma gota de fluido vaginal correndo pela coxa enquanto ela fica na frente do corpo.

#### Capítulo 5. A Escola do Órgão Pequeno
Depois que Seligman explica como ele sente que Bach aperfeiçoou a polifonia, Joe usa seu exemplo para falar sobre três amantes que levam ao seu "cantus firmus". A "voz de baixo", F (Nicolas Bro) é um homem tenro, mas previsível que coloca suas necessidades sexuais acima da sua própria. A "segunda voz", G (Christian Gade Bjerrum), emociona Joe por causa de seu controle animalista na cama. Durante um dos passeios regulares de Joe no parque local, Jerôme a encontra depois de se separar de Liz, uma coincidência, Seligman encontra absurdo, e abraçam. Enquanto os dois se envolvem em sexo autenticamente apaixonado - ao lado das experiências de Joe com F e G - Joe fica emocionalmente perturbado quando descobre que ela não pode mais "sentir nada".

### Ninfomaníaca - Volume 2
Joe fica irritado com Seligman, acusando-o de ignorar a gravidade de sua sexualidade perdida para se concentrar no alegórico antes de perceber que ele não pode se relacionar com suas histórias. Ele continua a confirmar a sua assexualidade e virgindade, mas garante-lhe a sua falta de viés e "inocência" faz dele o melhor homem para ouvir a sua história. Ela torna-se inspirado a dizer-lhe outra parte de sua vida, depois de perceber uma Rublev, ícone da Virgem Maria e uma discussão sobre as diferenças entre a Igreja do Oriente ("a igreja da felicidade") e a Igreja Ocidental ("a igreja de sofrimento").

#### Capítulo 6. A Igreja Oriental e Ocidental (O Pato Silencioso)
Joe relembra sobre uma viagem de campo como uma menina que sugere que ela teve uma visão de Valeria Messalina e da prostituta de Babilônia olhando sobre ela como ela levita e espontaneamente tem seu primeiro orgasmo, o que choca Seligman como ele explica seu orgasmo é uma zombaria do Transfiguração de Jesus no Monte.Voltando a onde parou em "The Little Organ School", Joe cai em uma crise ao perder sua capacidade de conseguir prazer sexual, embora ela encontre um tipo diferente de prazer em seu tempo com Jerôme. Quando os dois concebem um bebê juntos, Marcel, Jerôme luta para manter-se com suas necessidades sexuais e permite-lhe ver outros homens. Isso é mostrado para ser prejudicial mais tarde, no entanto, como ele se torna ciumento de seus esforços.
Vários anos depois, sem êxito, os esforços sexuais de Joe tornam-se cada vez mais aventureiros por se envolver em um encontro com um par de irmãos africanos, que se transforma em um trio malfeito; a frustração para recuperar seu orgasmo culmina em visitas a K (Jamie Bell), um sádico que assalta violentamente as mulheres que procuram sua companhia. Quanto mais ela o visita, mais negligente ela se torna em seus deveres domésticos. No Natal, depois de parar um Marcel desacompanhado que vagou por uma porta aberta para uma varanda coberta de neve de entrar em qualquer dano, Jerôme obriga-a a escolher entre a família e K. Ela escolhe o último e, depois de receber uma batida especialmente brutal de K com um gato o d' nove caudas que lhe permite chegar ao clímax novamente. Leva um caminho de solidão longe de sua única possibilidade de uma vida normal. Marcel é enviado para viver em um lar adotivo, porque Jerôme não tem espaço em sua vida para ele.
Joe conclui a história, para mantê-la de terminar em uma nota infeliz, com a primeira vez que K apresentou-a "The Silent Duck", que deixa Seligman surpreendido e impressionado com os talentos de K.

#### Capítulo 7. O Espelho
Olhando para o espelho de frente para a cama de Seligman, Joe pula adiante no tempo. Vários anos depois, Joe recuperou o prazer, mas seus genitais são deixados com alguns danos irreversíveis devido a uma vida de atividade sexual misturada com a brutalidade de K. Seus hábitos são conhecidos em torno de seu novo escritório, levando o chefe a exigir que ela assistir a terapia de dependência sexual sob a ameaça de perder seus empregos atuais e futuros que ela toma.
Quando perguntado por que ela se recusou a participar da terapia, Joe fala sobre engravidar depois de deixar Jerôme e Marcel. Joe forçosamente pede a seu médico para abortar a gravidez de 11 semanas imediatamente, mas ele insiste que ela falar com um conselheiro em primeiro lugar. A visita à psicóloga (Caroline Goodall) termina desastrosamente devido à atitude de Joe em relação à situação. Ela decide tomar as coisas em suas próprias mãos e realizar o aborto em si mesma. Usando o conhecimento que tinha retido da escola de medicina, Joe aborta o feto com o uso de vários utensílios domésticos e um cabide de arame. De volta ao presente, Joe e Seligman entram em um argumento muito acalorado a respeito das ações de Joe, dos direitos de aborto em geral e de Seligman, hipocrisia potencial em apoiá-los enquanto está querendo saber nada sobre como o procedimento real é realizado. Esta cena pode ser vista apenas na edição na versão do diretor.
Joe relutantemente assiste às reuniões e, depois de livrar seu apartamento de quase tudo nele, tenta a sobriedade. Durante uma reunião, três semanas mais tarde, ela vê um reflexo de sua auto mais jovem no espelho, duramente insultos cada membro do grupo, incluindo o terapeuta, e proclama orgulho em sua sexualidade antes de sair.
Joe diz à Seligman ela não tem certeza de onde concluir sua história como ela é usado cada item de seu quarto para ajudar a inspirar cada "capítulo". Depois de uma sugestão dele, ela percebe como a mancha de uma xícara de chá que ela tinha jogado mais cedo na raiva parece um Walther PPK , o mesmo tipo de arma que seu personagem literário favorito, James Bond, usa, e sabe exatamente como e onde acabar com essa história.

#### Capítulo 8. A Arma
Percebendo que ela não tem lugar na sociedade, Joe se volta para o crime organizado e se torna uma cobradora de dívidas, utilizando seu amplo conhecimento de homens, sexo e sadomasoquismo. Ela relembra sobre uma chamada de casa memorável para um homem (Jean-Marc Barr) que ela inicialmente encontra sexualmente ilegível. Ela o amarra a uma cadeira, tira-lo e tenta provocá-lo com cada cenário sexual que ela possa imaginar. Após um interrogatório adicional, Joe descobre que ele é um pedófilo profundamente fechado . Ela se apieda dele e o insulta. Joe explica a Seligman como ela sente profunda compaixão por pessoas nascidas com uma sexualidade proibida. Ela se identifica fortemente com a solidão e status do homem como um proscrito sexual, e aplaude-o por passar pela vida sem agir sobre seus desejos aberrantes.
O superior de Joe, L (Willem Dafoe), recomenda que prepare um aprendiz e sugira P (Mia Goth), a filha de 15 anos de criminosos. Joe é inicialmente repelido pela ideia, mas acaba simpatizando com a menina em questão. P é uma jovem vulnerável, solitária, emocionalmente danificada, que rapidamente se trava em Joe. Os dois clicam e formam uma conexão especial. Joe abre seu coração para P e, eventualmente, convida-a a se mudar para sua casa. Com o tempo, o relacionamento de Joe e P desenvolve uma dimensão sexual, levando ao romance. Como P parece maduro, Joe, hesitantemente, decide ensinar a sua jovem amante as cordas de seu ofício.
Durante uma rodada de cobrança de dívidas, Joe percebe que eles estão em uma casa pertencente a Jerôme (agora interpretado por Michaël Pas) e, para certificar-se de que ela não é vista, diz P para realizar seu primeiro trabalho solo. Isso prova ser um erro como Joe finalmente descobre que P está tendo um caso com Jerôme. Depois de encontrar sua "árvore da alma" em uma tentativa fracassada de deixar a cidade, Joe espera Jerôme e P no beco entre sua casa e seu apartamento e puxa uma arma que ela confiscou de P mais cedo sobre ele. Quando ela puxa o gatilho, ela esquece de destravar a pistola. Jerôme bate em Joe e, em seguida, tem sexo com P bem na frente dela, empurrando em P exatamente da mesma maneira que ele uma vez tomou sua virgindade. P urina sobre ela antes de deixá-la como ela estava no início do filme.
No presente, Seligman sugere como as circunstâncias da vida de Joe puderam ter sido devido às diferenças na representação do género; todo o estigma, culpa e vergonha que ela sentia por suas ações a fizeram reagir agressivamente "como um homem", finalmente "esquecendo" de montar a arma porque seu valor humano não permitiria que ela matasse alguém, até mesmo Jerôme. Joe, que até este momento tem jogado o advogado do diabo às suposições de Seligman, finalmente se sente em paz, tendo desembaraçado sua história. Ela diz que está muito cansada para continuar e pede para ir dormir.
Quando Joe começa a se afastar, Seligman retorna silenciosamente. Ele sobe na cama com suas calças e tenta violá-la. Joe acorda e, percebendo o que Seligman está fazendo, alcança e arma a arma. Seligman protesta e tenta justificar seu comportamento, mas Joe atira nele, agarra suas coisas e foge do apartamento.

## Elenco
- Charlotte Gainsbourg como Joe (idades 35-50)
- Stacy Martin como Joe (jovem) (15-31 anos)[7]
- Stellan Skarsgård como Seligman[8]
- Shia LaBeouf como Jerôme Morris[8]
- Christian Slater como pai de Joe[7]
- Jamie Bell como K[8]
- Uma Thurman como Sra. H
- Willem Dafoe como L[8]
- Mia Goth como P[9]
- Sophie Kennedy Clark como B
- Connie Nielsen como Katherine (mãe de Joe)[8]
- Michaël Pas como Jerôme (adulto)
- Jean-Marc Barr como o cavalhero-devedor[8]
- Udo Kier como o garçom[8]

## Produção

### Pré-produção
O produtor executivo e co-fundador da Zentropa, Peter Aalbæk Jensen, revelou que o filme seria de duas partes. "Estamos fazendo dois filmes, é uma grande operação, espero que estejamos prontos para Cannes no próximo ano, vamos filmar os dois e editar os dois - e queremos terminar os dois ao mesmo tempo". Ele explicou que haveria duas versões de cada filme: um corte explícito e um corte mais suave.
LaBeouf disse em agosto de 2012 que, "O filme é o que você pensa que é. É Lars von Trier, fazendo um filme sobre o que ele está fazendo. Por exemplo, há uma renúncia no topo do script que, basicamente, diz que estamos fazendo tudo o que é ilegal, vamos atirar em imagens borradas. Mais que isso, tudo está acontecendo, Trier é perigoso. Ele me assusta. E eu só vou trabalhar agora quando eu estou apavorado".

### Gravação
A fotografia principal ocorreu entre 28 de agosto e 9 de novembro de 2012 em Colônia e Hilden, na Alemanha, e em Ghent, na Bélgica.

Para produzir cenas de sexo simuladas, von Trier usou a composição digital para sobrepor os genitais de atores de filmes pornográficos nos corpos dos atores do filme. A produtora Louise Vesth explicou durante o Festival de Cinema de Cannes:
Nós filmamos os atores fingindo ter relações sexuais e depois filmamos os dublês de corpo, que realmente fizeram sexo, e na pós, combinamos digitalmente as duas gravações. Assim acima da cintura será a estrela e abaixo da cintura será os dublês.
Gainsbourg e Martin revelaram ainda que vaginas protéticas e conjuntos fechados foram usados durante a filmagem. Martin afirmou que sua experiência de atuação para o filme foi agradável e, depois de explicar que os personagens do filme são um reflexo do próprio diretor, referiu-se ao processo como uma "honra". Martin também afirmou que fotografar as cenas de sexo era um pouco chato devido à sua natureza técnica.
O filme faz várias referências aos outros filmes da trilogia. Por exemplo, a cena mostrando que Marcel se aproxima de uma janela aberta do andar superior faz referência à sequência semelhante durante o início do Anticristo e até usa a mesma música de fundo daquela cena mencionada. Além disso, o monólogo de Joe sobre a solidão é editado a tiros do universo de Melancolia. Como uma referência para de von Trier comentários no Festival de Cinema de Cannes 2011, durante uma cena disponível na versão do diretor, Joe diz que ela podia entender ditadores, como Hitler. Seligman balança a cabeça em descrença. Depois ela mostrou simpatia por racistas e pedófilos.

## Trilha sonora
Uma trilha sonora de sete faixas foi lançada digitalmente pela Zentropa em 27 de junho de 2014, contendo uma mistura de música rock clássica e moderna, juntamente com dois clipes de som do prólogo do filme.

### Lista de músicas
1. Prologue part I – Kristian Eidnes Andersen
2. "Führe mich" – bonus track from Rammstein's 2009 album Liebe ist für alle da
3. Sonata for Violin and Piano in A major, arranjado pelo violino (César Franck) – Henrik Dam Thomsen and Ulrich Staerk
4. Suite for Jazz Orchestra No. 2 (Shostakovich) (Dmitri Shostakovich) – Orquestra Sinfónica do Estado Russo
5. "Ich ruf zu dir, Herr Jesu Christ, BWV 639", preludio de coro de Johann Sebastian Bach – Mads Høck
6. Prologue part II – Kristian Eidnes Andersen
7. "Hey Joe" – Charlotte Gainsbourg

### Músicas não incluídas
1. Waltz from Jazz Suite No. 2 (Dmitri Shostakovich) – Rundfunk-Sinfonieorchester Berlin
2. "Born to Be Wild" – Steppenwolf
3. The Carnival of the Animals: XIII. Le Cygne (The Swan) (Camille Saint-Saëns) – Slovak Radio Symphony Orchestra
4. Missa Hodie Christus natus est: I. Kyrie (Giovanni Pierluigi da Palestrina) – Schola Cantorum of Oxford
5. Das Rheingold: Verwandlungsmusik (Richard Wagner) – Staatsorchester Stuttgart
6. Bagatelle in A minor, WoO 59 "Für Elise" (Ludwig van Beethoven) – Balázs Szokolay
7. "Lascia ch'io pianga" (George Frideric Handel) – Tuva Semmingsen (sv) and Barokksolistene
8. Requiem Mass In D minor, K. 626: I. Introitus: Requiem aeternam (Wolfgang Amadeus Mozart) – Slovak Philharmonic & Chorus
9. "Burning Down the House" (live) – Talking Heads

## Marketing
No início de 2013, o primeiro cartaz teaser foi lançado a partir do site oficial do filme. Pouco tempo depois, a Zentropa lançou uma sessão de fotos promocionais com personagens principais do filme posando em posições sugestivas e uma lista dos capítulos do filme. Isto foi seguido pela liberação de um retrato de Trier ele mesmo com a fita adesiva que cobre sua boca, acompanhado de um comunicado de imprensa que explica o lançamento oficial da campanha do filme.
Uma campanha de marketing incremental foi usada para promover o filme, como breves segmentos de vídeo, cada um descrito como um "aperitivo" pela empresa de produção do filme, foram lançados na internet a data de lançamento do filme. Cada aperitivo representou cada um dos oito capítulos de Nymphomaniac e o primeiro, intitulado "O Compleat Angler", apareceu em 28 de junho de 2013, na última sexta-feira do mês - este padrão seria seguido para a liberação mensal dos clipes subsequentes. Depois de "O Compleat Angler", "Jerôme" foi lançado em agosto; "Sra. H" em setembro; "O Delirium" predominantemente preto-e-branco (contendo uma voz-over por Skarsgård) foi lançado em outubro; em novembro, um aperitivo para "A Escola do Orgão Pequeno" foi carregado para o YouTube , mas foi rapidamente removido devido ao seu conteúdo explícito; em 29 de novembro, "A Igreja Oriental e a Igreja Ocidental" foi lançada exclusivamente para o Vimeo; em dezembro, o aperitivo para "O Espelho" foi liberado, outra vez no Vimeo; e em 25 de dezembro, levando ao lançamento europeu do filme, "A Arma" foi lançado no site oficial do filme.
Em outubro de 2013, uma série de cartazes foram lançados, cada um retratando os personagens do filme durante o momento do orgasmo. Junto com os aperitivos e os cartazes de personagens, cinco cartazes (três para o recurso completo e um para cada volume) e um trailer internacional com algumas das cenas sexuais explícitas, foram lançados.
Em julho de 2014, Zentropa revelou o cartaz para a "Versão do Diretor - Estendida" ao anunciar a estreia da versão estendida no Festival de Cinema de Veneza. O cartaz combinou o teaser original com Lars von Trier, entre os dois parênteses.

## Lançamento

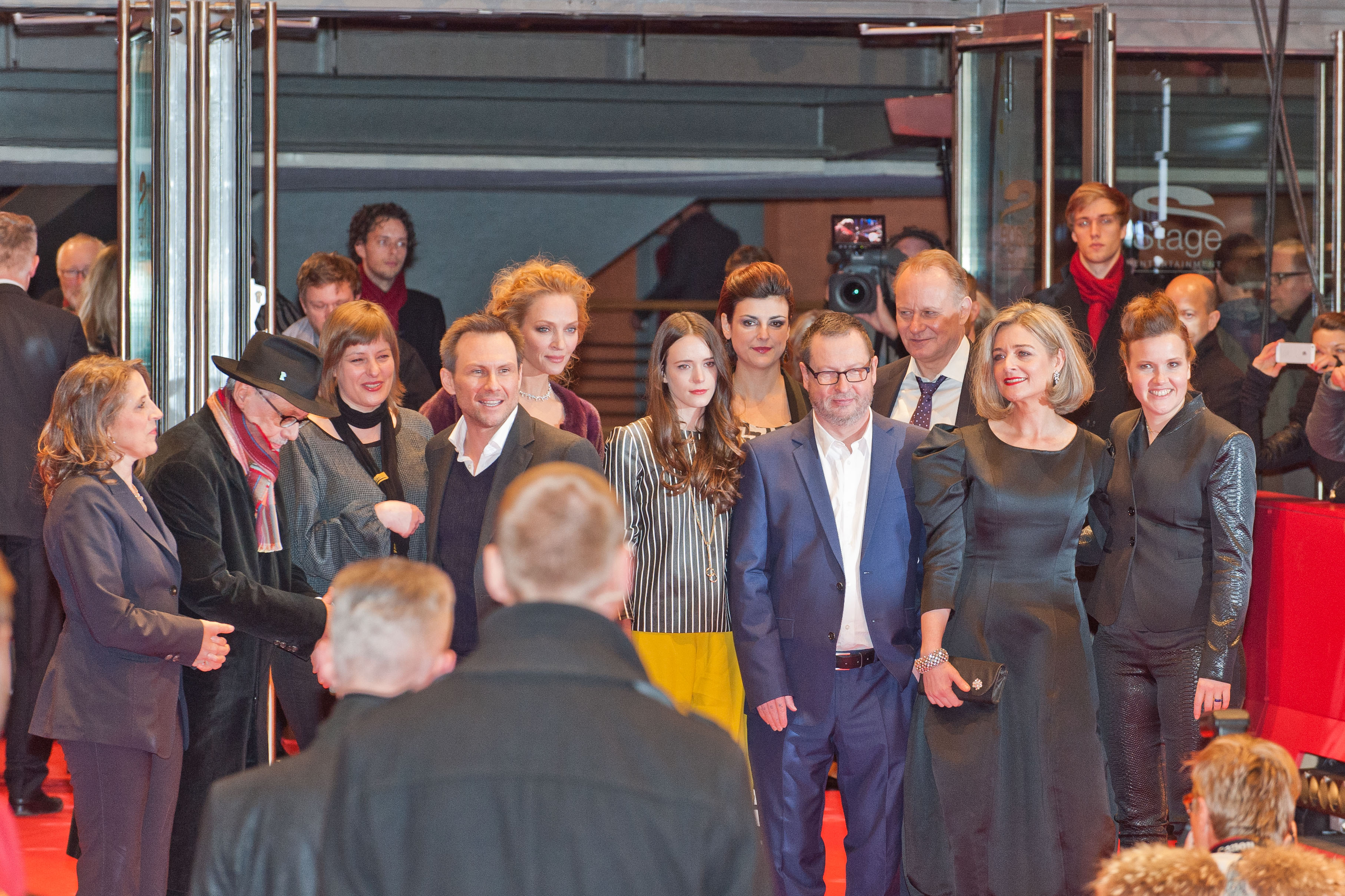
Elenco e equipe na estreia do filme no Festival de Cinema de Berlim 2014.

A versão completa de Von Trier, de cinco horas e meia, foi lançada em poucos territórios e apenas muito depois da estreia original. Em vez disso, uma versão de quatro horas foi editada sem o envolvimento do diretor e tem sido usado para o lançamento internacional do filme, dividido em dois volumes - Volume I e Volume II - com noventa minutos faltando.
O próximo NYMPHOMANIAC de Lars von Trier é distribuído em duas partes (Volume I e II) e duas versões (uma duração de quatro horas no total, uma em cinco horas e meia no total). A partir de 25 de dezembro de 2013, e aproximadamente quatro meses adiante, o NYMPHOMANIAC Volume I e II de quatro horas de duração é lançado mundialmente. Em alguns territórios os dois volumes serão lançados ao mesmo tempo, e em alguns territórios os volumes serão liberados separados. Cada país tem suas próprias regras de censura e, a fim de criar coesão entre as estratégias de distribuição de cada país, a versão de quatro horas de duração será a primeira liberada. E mesmo esta versão é esperada para atender pequenas mudanças adicionais em certos países. Assim como Lars von Trier deu o seu consentimento para a criação de diferentes versões censuradas de Anticristo, quando o filme foi lançado, Trier também aprovou esta versão do NYMPHOMANIAC. Tecnicamente, as alterações na versão abreviada consistem em uma edição dos primeiros planos mais explícitos dos órgãos genitais e o filme, de acordo com Lars von Trier, foi encurtado por seus editores com um comprimento que foi decidido em colaboração Com várias partes interessadas do filme, duas partes de duas horas cada. A versão de cinco horas e meia do NYMPHOMANIAC Volume I e II espera ser finalizada para distribuição em algum momento em 2014. Quando, exatamente, deve ser confirmada. Esta versão será distribuída nas partes do mundo onde as leis da censura permitem. Desde que o NYMPHOMANIAC foi anunciado como o próximo projeto de Lars von Trier, foi divulgado que o filme seria distribuído em diferentes versões, garantindo financiamento.
- Produtor Louise Vesth, em novembro de 2013, citado de Nymphomaniac International Press Materials
Sabíamos desde o início que haveria várias versões. Mas nós realmente não trabalhamos com isso. Trabalhamos com um filme, e esse é o filme que é a versão de Lars, o ''Versão do Diretor''. Então, depois de termos trabalhado com isso por oito meses, usamos um mês para fazer a versão mais curta. Então não era realmente como tentar fazer versões diferentes ao mesmo tempo. Acabamos de fazer um filme - um filme que realmente gostamos. Um filme longo com uma pausa, basicamente.
- Editor Molly Malene Stensgaard, citado do Festival de Veneza 2014 questão de DFI-Film
A estreia do filme no Reino Unido ocorreu em 22 de fevereiro de 2014. Nos Estados Unidos, o filme também foi lançado em duas partes, faturadas como Nymphomaniac: Volume I e Nymphomaniac: Volume II, mas em datas separadas: 21 de março de 2014 e 4 Abril de 2014. Volume I foi lançado em 6 de março de 2014 sob demanda.

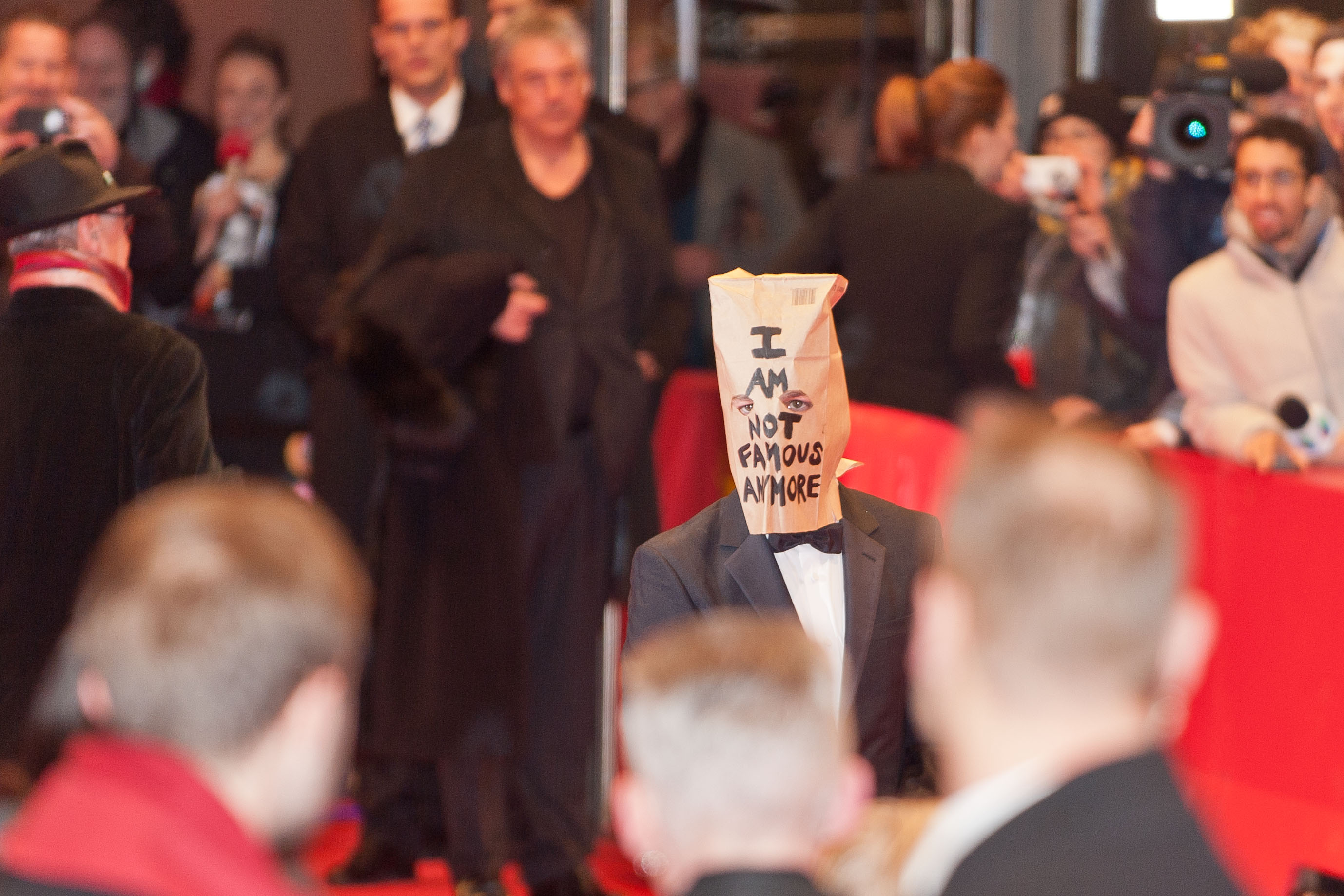
Shia LaBeouf na estreia do filme no Festival de Cinema de Berlim 2014, com um saco na cabeça escrito "I am not famous anymore".

Na Austrália e na Nova Zelândia, a versão de quatro horas do filme foi distribuída pela empresa Transmission Films. Lançado em 20 de março de 2014, os dois volumes foram mostrados lado a lado com um intervalo.
Em fevereiro de 2014, uma versão completa do filme do diretor, Volume I, foi exibida no Festival de Cinema de Berlim. Em setembro de 2014, uma versão completa do filme do diretor, Volume I e Volume II, foi exibida no Festival de Cinema de Veneza.
A versão do diretor de cinco horas e meia, incluindo ambos os volumes, foi finalmente lançado para uma audiência geral em Copenhague, Dinamarca, estreando em 10 de setembro de 2014, onde foi mostrado com um intervalo de meia hora em um tapete vermelho. Exibição de galã com von Trier presente na audiência; nesta estreia, durante a sequência restabelecida do aborto do filme, onde Joe executa um aborto em si mesma, três membros da audiência masculinos desmaiaram e tiveram que serem levados para fora do cinema.

## Recepção

### Versão original
No Rotten Tomatoes, o Volume 1 alcançou 75% "Fresh", classificação média de 6,8/10, com base em 178 comentários; o consenso afirma: "Sombriamente engraçado, corajosamente ousado, e completamente indulgente, Nymphomaniac encontra Lars von Trier provocando espectadores com abandono habitual." O Volume 2 recebeu uma avaliação de 60% com uma avaliação média de 6.2/10, baseado-se em 119 revisões; o consenso afirma: "Ele não está muito à altura da promessa da primeira parcela, mas Nymphomaniac: Volume II ainda beneficia de Lars von Trier do artesanato singular e visão, bem como uma performance bravura de Charlotte Gainsbourg". No Metacritic, o primeiro volume detém uma classificação 64/100 com base em 41 críticos, indicando "geralmente opiniões favoráveis". No entanto, no Metacritic, o segundo volume recebeu uma classificação de 60/100 baseado em 34 críticos, indicando "revisões mistas ou médias".
Na Inglaterra, Martin Solibakke, do Mancunion, elogiou a atuação de Martin, dizendo que "nunca se sentiu tão certo sobre o sucesso futuro de uma atriz desde que eu vi Jennifer Lawrence em Winter's Bone há quatro anos". Ele terminou sua crítica com o filme, dizendo: "Lars von Trier acaba de bater o ponto G do cinema de vanguarda com um filme que ele nunca poderia fazer e dá aos membros de mente aberta da plateia um dos mais poderosos E experiências sensacionais já vistas nas artes".
Michelle Orange, da The Village Voice, chamou-o de "obra de serra de vaivém, um riff alargado e geralmente esquisitamente elaborado". Na estação de rádio comunitária de Melbourne, 3RRR, o programa de crítica de cinema "Caverna de Platão" elogiou o trabalho de von Trier sobre Ninfomaníaca e apresentadores, Thomas Caldwell e Josh Nelson, defendeu o diretor contra acusações de misoginia. Ambos os apresentadores concordaram que atrizes com quem von Trier trabalhou, como Nicole Kidman e Björk, tiveram ótimas performances em seus filmes, enquanto Nelson se referiu a Antichrist e Melancholia, as duas primeiras épocas da Trilogia de Depressão, como "obras-primas".

### Versão do diretor
Quando Lars von Trier cortou o filme e teve sua estreia mundial da liberação geral em Copenhaga em 10 de setembro de 2014, os críticos dinamarqueses principais lhe deram avaliações elevadas. Apesar disso, a versão do diretor vendeu apenas 3.494 bilhetes em cinemas dinamarqueses.

## Prêmios e indicações
Prêmio Bodil
| Categoria                 | Recipiente           | Resultado                   |
| ------------------------- | -------------------- | --------------------------- |
| Melhor filme dinarmarquês | Lars von Trier       | Indicado[carece de fontes?] |
| Melhor atriz              | Charlotte Gainsbourg | Venceu[carece de fontes?]   |
| Melhor atriz              | Stacy Martin         | Indicado[carece de fontes?] |
| Melhor ator               | Stellan Skarsgård    | Indicado[carece de fontes?] |
| Melhor atriz coadjuvante  | Uma Thurman          | Indicado[carece de fontes?] |
| Melhor ator coadjuvante   | Jamie Bell           | Indicado[carece de fontes?] |

Prêmio Robert
| Categoria                 | Recipiente                                        | Resultado                   |
| ------------------------- | ------------------------------------------------- | --------------------------- |
| Melhor filme dinamarquês  | Lars von Trier                                    | Venceu[carece de fontes?]   |
| Melhor diretor            | Lars von Trier                                    | Venceu[carece de fontes?]   |
| Melhor atriz              | Charlotte Gainsbourg                              | Indicado[carece de fontes?] |
| Melhor ator               | Stellan Skarsgård                                 | Indicado[carece de fontes?] |
| Melhor atriz coadjuvante  | Stacy Martin                                      | Indicado[carece de fontes?] |
| Melhor roteiro original   | Lars von Trier                                    | Venceu[carece de fontes?]   |
| Melhor fotografia         | Manuel Alberto Claro                              | Indicado[carece de fontes?] |
| Melhor traje              | Manon Rasmussen                                   | Venceu[carece de fontes?]   |
| Melhor maquiagem          | Dennis Knudsen, Morten Jacobsen e Thomas Foldberg | Indicado[carece de fontes?] |
| Melhores efeitos visuais  | Peter Hjorth                                      | Venceu[carece de fontes?]   |
| Melhor design de som      | Kristian Selin Eidnes Andersen                    | Venceu[carece de fontes?]   |
| Melhor edição             | Molly Malene Stensgaard e Morten Højbjerg         | Venceu[carece de fontes?]   |
| Melhor cinematografia     | Simone Grau Roney                                 | Venceu[carece de fontes?]   |
| Melhor design de produção | Peter Grant                                       | Indicado[carece de fontes?] |